# زینیا (کانزاس)
زینیا (به انگلیسی: Xenia) یک منطقهٔ مسکونی در ایالات متحده آمریکا است که در شهرستان بوربن، کانزاس واقع شده‌است. زینیا ۳۱۹ متر بالاتر از سطح دریا واقع شده‌است.